# William McIntosh (calciatore 1879-1973)
William Forbes McIntosh (2 gennaio 1879 – 15 gennaio 1973) è stato un calciatore scozzese, di ruolo difensore.

## Carriera

### Club
Nella stagione 1903-1904 McIntosh vinse il campionato in forza al Third Lanark. La stagione seguente è al Partick Thistle, con cui ottiene il sesto posto in campionato.

### Nazionale
Nel 1905 ha giocato un incontro, valido per il ventiduesimo Torneo Interbritannico con la nazionale maggiore.

#### Cronologia presenze e reti in Nazionale
| Cronologia completa delle presenze e delle reti in nazionale ― Scozia | Cronologia completa delle presenze e delle reti in nazionale ― Scozia | Cronologia completa delle presenze e delle reti in nazionale ― Scozia | Cronologia completa delle presenze e delle reti in nazionale ― Scozia | Cronologia completa delle presenze e delle reti in nazionale ― Scozia | Cronologia completa delle presenze e delle reti in nazionale ― Scozia | Cronologia completa delle presenze e delle reti in nazionale ― Scozia | Cronologia completa delle presenze e delle reti in nazionale ― Scozia |
| Data                                                                  | Città                                                                 | In casa                                                               | Risultato                                                             | Ospiti                                                                | Competizione                                                          | Reti                                                                  | Note                                                                  |
| --------------------------------------------------------------------- | --------------------------------------------------------------------- | --------------------------------------------------------------------- | --------------------------------------------------------------------- | --------------------------------------------------------------------- | --------------------------------------------------------------------- | --------------------------------------------------------------------- | --------------------------------------------------------------------- |
| 18-3-1905                                                             | Glasgow                                                               | Scozia                                                                | 4 – 0                                                                 | Irlanda                                                               | Torneo Interbritannico 1905                                           | -                                                                     |                                                                       |
| Totale                                                                |                                                                       | Presenze                                                              | 1                                                                     |                                                                       | Reti                                                                  | 0                                                                     |                                                                       |

## Palmarès

### Competizioni nazionali
- Campionato scozzese: 1

Third Lanark: 1903-1904